# Jules-Théophile Boucher
Pour les articles homonymes, voir Jules Boucher et Boucher.
Jules Théophile Boucher est un acteur français, né le 15 septembre 1847 à Troyes (Aube) et mort le 26 novembre 1924 dans le 4e arrondissement de Paris.

## Biographie
Élève de François-Joseph Regnier au Conservatoire, il obtient le premier prix de comédie en 1866.
Il est inhumé le 28 novembre 1924 au cimetière du Père-Lachaise (division 12).

## Théâtre

### À la Comédie-Française
Entrée en 1866
Nommé 318e sociétaire en 1888
Retraite en 1901
- 1863 : Alexandre le Grand de Jean Racine : Ephestion
- 1866 : Athalie de Jean Racine : un lévite
- 1866 : Le Mariage de Figaro de Beaumarchais : Grippesoleil
- 1866 : Les Plaideurs de Jean Racine : Léandre
- 1867 : Hernani de Victor Hugo : Don Garcie
- 1868 : Le Misanthrope de Molière : Acaste
- 1869 : Phèdre de Jean Racine : Hippolyte
- 1871 : Andromaque de Jean Racine : Phoenix
- 1872 : Britannicus de Jean Racine : Britannicus
- 1873 : Le Misanthrope de Molière : Clitandre
- 1873 : Marion de Lorme de Victor Hugo : Gassé
- 1875 : L'Ilote de Charles Monselet et Paul Arène : Léandre
- 1877 : Le Joueur de Jean-François Regnard : le marquis
- 1877 : Hernani de Victor Hugo : Don Garcie
- 1878 : Le Misanthrope de Molière : Clitandre
- 1882 : Le roi s'amuse de Victor Hugo : M. de la Tour-Landry
- 1883 : Athalie de Jean Racine : Asarias
- 1888 : Le Mercure galant d'Edme Boursault : Oronte
- 1890 : Le Bourgeois gentilhomme de Molière : Cléonte
- 1890 : George Dandin de Molière : Clitandre
- 1891 : L'Article 231 de Paul Ferrier : Pellegrin
- 1891 : Thermidor de Victorien Sardou : Jolibon
- 1891 : Les Fourberies de Scapin de Molière : Léandre
- 1895 : L'Abbé Corneille de Louis Tiercelin : le marquis de Trémeur
- 1901 : Le Misanthrope de Molière : Acaste
- 1908 : Le Misanthrope de Molière : Acaste
- Amoureuse Amitié
- Au printemps de Laluyé
- L'Avare de Molière
- L'Aventurière, Les Rantzau d'Erckmann-Chatrian (à Londres)
- Le Barbier de Séville de Beaumarchais
- Bataille de dames d'Eugène Scribe
- Le Bonhomme Jadis de Henry Murger
- Le Cercle ou la Soirée à la mode
- Charles VII chez ses grands vassaux d'Alexandre Dumas
- Le Coq de Mycille
- Les Demoiselles de Saint-Cyr d'Alexandre Dumas
- Le Dépit amoureux de Molière
- L'École des femmes de Molière
- Les Enfants
- L'Étourdi de Molière
- L'Étrangère d'Alexandre Dumas fils
- Les Fâcheux de Molière
- Les Faux Bonshommes de Théodore Barrière et Ernest Capendu
- Les Folies amoureuses de Jean-François Regnard
- Grosse Fortune
- Henri III et sa cour d'Alexandre Dumas
- La joie fait peur d'Émile de Girardin
- Le Lion amoureux de François Ponsard
- Mme Desroches
- Maurice de Saxe
- Mercadet de Honoré de Balzac
- La Métromanie
- Le Monde où l'on s'amuse d'Édouard Pailleron
- Les Petites Marques
- La Plus Belle Fille du monde
- Les Précieuses ridicules de Molière
- Tabarin
- Tartuffe de Molière
- Le Tricorne enchanté de Théophile Gautier et Paul Siraudin
- Un mariage sous Louis XV d'Alexandre Dumas
- Le Verre d'eau d'Eugène Scribe